# Établissement pénitentiaire pour mineurs (France)
Pour un article plus général, voir Établissement pénitentiaire pour mineurs.
Pour les articles homonymes, voir EPM.
En France, un établissement pénitentiaire spécialisé pour mineurs ou établissement pénitentiaire pour mineurs (EPM) est un établissement pénitentiaire réservé aux mineurs âgés de 13 à 17 ans.
Créés par la loi d'orientation et de programmation pour la justice du 9 septembre 2002, dite loi Perben I, les premiers établissements ont été ouverts entre 2007 et 2008 à Lyon, Valenciennes,Toulouse, Mantes-la-Jolie, Nantes et Marseille.

## Objectifs
Créés pour renforcer le dispositif d'accueil de mineurs délinquants, ces établissements pénitentiaires réservés aux mineurs sont une première en France.
Ils offrent un moyen supplémentaire à la disposition des magistrats, en plus de la liberté surveillée et du placement en Centre éducatif fermé, pour faire face à la délinquance juvénile; ils doivent en cela remplacer les quartiers spécifiques des maisons d'arrêt dans lesquels étaient auparavant incarcérés ces mineurs.
Placés sous la responsabilité de l'administration pénitentiaire, ces établissements sont censés offrir un cadre plus adapté à l'incarcération et à l'éducation des mineurs délinquants. Ils fonctionnent ainsi avec des éducateurs de la protection judiciaire de la jeunesse, et sont prévus pour accueillir un maximum de 60 mineurs par centre, âgés de 13 à 17 ans. Ils disposent de cellules disciplinaires.
Ces établissements, au nombre de 6, furent construits selon deux modèles, par deux groupements et deux architectes différents. Le projet, d'un budget d'investissement d'environ 85 millions d'euros, mêle sécurité active (par l'encadrement et la surveillance) et sécurité passive, avec des enceintes de 6 mètres de haut, dont le rôle est « autant d'être un élément de sécurité essentiel que d'être porteur de la symbolique de la détention tant pour les détenus que pour le public extérieur » (d'après la plaquette de présentation du ministère de la Justice)

## Polémique
Dès avant leur création, les établissements pénitentiaires pour mineurs ont reçu un lot important de critiques, de la part de l'opposition de gauche et de multiples associations. La critique et les appels à la fermeture, présents dès le premier jour du projet de loi, furent récemment renforcés par différents cas de suicides de jeunes incarcérés, et par les grèves du personnel encadrant des EPM.
La critique de ces établissements s'appuie sur les arguments suivants :
- Une dénonciation de lieux de violence physique et sociale. Cet argument s'appuie notamment sur le cas d'un suicide d'un adolescent de 16 ans à l'EPM de Meyzieu (près de Lyon) en février 2008, sur les 72 tentatives de suicide décomptées (sur 160 jeunes incarcérés), et sur les interventions des équipes régionales d'intervention et de sécurité (ERIS), qui furent nécessaires dans deux de ces nouvelles prisons ;
- Le maintien des quartiers pour mineurs en maisons d'arrêts, alors même que les EPM étaient censés remplacer ces derniers. Ces quartiers seraient aujourd'hui utilisés pour les plus difficiles des détenus mineurs ;
- La dépense inutile de moyens humains et financiers (90 millions d'euros), qui manqueraient cruellement là où ils sont nécessaires : éducation, prévention en milieu ouvert ;
- Des réponses inadaptées au problème de la délinquance juvénile, qui seraient à chercher non en prison, mais par le travail en milieu ouvert et par la prévention ;
- Une violation de l'ordonnance de 1945, qui posait le caractère exceptionnel de l'incarcération. Les centres d'observation pour mineurs, dans les prisons, avaient déjà été fermés dans les années 1970, à la suite du constat des effets pathogènes des lieux d'enfermement sur les mineurs[6].

Les EPM sont parfois présentés comme les héritiers des centres de correction et d'éducation pour mineurs délinquants, fermés à la fin des années soixante-dix sous le poids de la pression populaire. Le plus tristement célèbre de ces centres était l'institution de Belle-Île « autour de laquelle s’est forgée la légende noire d’un bagne d’enfants ». En 1934, à la suite d'une révolte des enfants et de l'évasion de 55 d'entre eux, Jacques Prévert écrivit une chanson, La chasse à l'enfant, dénonçant la battue organisée dans l'île.

## Liste des établissements pénitentiaires spécialisés pour mineurs[9]
| DISP      | Établissement pénitentiaire spécialisé pour mineurs                 | Localisation                                            | Date d"ouverture |
| --------- | ------------------------------------------------------------------- | ------------------------------------------------------- | ---------------- |
| Toulouse  | Établissement pénitentiaire spécialisé pour mineurs de Lavaur       | Lavaur (Tarn)                                           | 11 juin 2007     |
| Marseille | Établissement pénitentiaire spécialisé pour mineurs de Marseille    | Marseille - Quartier de la Valentine (Bouches-du-Rhône) | 5 novembre 2007  |
| Rennes    | Établissement pénitentiaire spécialisé pour mineurs d'Orvault       | Orvault (Loire-Atlantique)                              | 5 février 2008   |
| Paris     | Établissement pénitentiaire spécialisé pour mineurs de Porcheville  | Porcheville (Yvelines)                                  | 2008             |
| Lille     | Établissement pénitentiaire spécialisé pour mineurs de Quiévrechain | Quiévrechain (Nord)                                     | 14 août 2007     |
| Lyon      | Établissement pénitentiaire spécialisé pour mineurs du Rhône        | Meyzieu (Rhône)                                         | 10 juin 2007     |

Un projet d'établissement pénitentiaire pour mineurs situé à Chauconin-Neufontiers, à proximité du centre pénitentiaire de Meaux-Chauconin-Neufmontiers, devait initialement ouvrir en 2009 mais le projet a finalement été abandonné, les bâtiments ayant été réaffectés en tant que « Quartier nouveau concept » du centre pénitentiaire de Meaux. Cependant, un nouveau projet d'EPM a été initié dans la même ville, les travaux devant être achevés en 2022,.
La prison de Marseille fonctionne en mode très dégradé, avec la moitié des postes d’agents pénitentiaires non pourvus, ce qui entraine l'absence de scolarisation, une carence sur les soins, et une forte insécurité à l'intérieur de l'établissement.